# Stă să plouă cu chiftele (serial)
Stă să plouă cu chiftele (engleză Cloudy with a Chance of Meatballs) este un serial de desene animate dezvoltat de Mark Evestaff și Alex Galatis pentru YTV și Cartoon Network. Este produs de Sony Pictures Animation și DHX Media în asociere cu Corus Entertainment. Bazat pe cartea pentru copii și pe seria de filme cu același nume, este primul serial de animație produs de Sony Pictures Animation și a fost animat folosind Toon Boom Harmony.
Serialul a avut premiera oficială în Statele Unite pe 6 martie 2017 pe canalul Cartoon Network, cu o avanpremieră difuzată pe 20 februarie 2017. După o difuzare nereușită, serialul s-a mutat pe serviciul SVOD al Boomerang pe 11 ianuarie 2018. În Canada, serialul a fost plănuit inițial să fie difuzat pe Teletoon, dar în schimb a avut premiera pe YTV pe 6 aprilie 2017. Pe 2 februarie 2018, al doilea sezon a fost anunțat, care a fost difuzat între 7 aprilie și 30 iunie 2018 în Canada pe YTV, și a venit mai târziu în Statele Unite pe CBS All Access în 2019.
Premiera în România a fost pe 18 septembrie 2017, atât pe Cartoon Network cât și pe Boomerang. La 19 noiembrie 2018, întreg primul sezon al serialului a fost adăugat pe Netflix.

## Premisă
Serialul reprezintă un prequel al celor două filme, și se petrece în anii de liceu al tânărului savant excentric, Flint Lockwood. În aventurile sale se va alătura Sam Sparks, noua fată din oraș și oarecum reporterul școlii, Tim, tatăl lui Flint, maimuța Steve, Manny care conduce clubul de audiovisual al școlii, Earl profesorul de gimnastică, Brent modelul hainelor de bebeluș și Primarul Shelbourne, care câștigă fiecare alegere pe platforma pro-sardină.
Acest serial clarifică faptul că nu a fost prima dată când Flint și Sam s-au întâlnit ca adulți, și că s-au întâlnit prima oară la liceu ca prieteni. În primul episod Flint afirmă că dacă Sam s-ar muta vreodată din Înghițeni (en. Swallow Falls), acesta va inventa un aparat de ștergere a memoriei deoarece aceasta s-a mutat mai tot timpul în copilărie și nu dorește ca memoria unei alte prietenii pierdute să o întristeze.                        

## Voci
- Mark Edwards - Flint Lockwood, Steve
- Katie Griffin - Sam Sparks
- David Berni - Bebelușul Brent
- Seán Cullen - Tim Lockwood, Primarul Shelbourne și Bătrânul Rick
- Patrick McKenna - Gil, Manny
- Clé Bennett - Earl Devereaux

## Legături externe
- Stă să plouă cu chiftele la Internet Movie Database